# Osówiec (Gostyń)
Pour les articles homonymes, voir Osówiec.
Osówiec (prononciation : [ɔˈsuvjɛt͡s]) est un village polonais de la gmina de Borek Wielkopolski dans le powiat de Gostyń de la voïvodie de Grande-Pologne dans le centre-ouest de la Pologne.

## Histoire
De 1975 à 1998, le village faisait partie du territoire de la voïvodie de Leszno.

Depuis 1999, Osówiec est situé dans la voïvodie de Grande-Pologne.